# Dwayne Johnson
Dwayne Douglas Johnson, znany również jako The Rock (ur. 2 maja 1972 w Hayward) – amerykański wrestler, aktor, futbolista i raper samoańskiego, irlandzkiego i afrykańskiego pochodzenia.
W czasie studiów na Uniwersytecie Miami trenował futbol akademicki i wraz z reprezentacją swojej uczelni wygrał mistrzostwa krajowe w 1991. Później przez krótki czas należał do profesjonalnej drużyny Calgary Stampeders. Był wrestlerem znanym głównie ze względu na swoją charyzmę. Czasopismo „Wrestling Observer Newsletter” sześciokrotnie wyróżniło go jako najbardziej charyzmatycznego wrestlera roku. Ośmiokrotnie zdobył główne mistrzostwo WWE, poza tym jest Triple Crown Championem i wygrał Royal Rumble w 2000. Jego autobiografia The Rock Says... z 2000 zajęła pierwsze miejsce na liście bestsellerów opublikowanej przez The New York Times.
W 2001 debiutował jako aktor, wcielając się w rolę głównego czarnego charakteru w filmie Mumia powraca. Często grał w filmach akcji. Za swoje kreacje filmowe otrzymał nagrody Teen Choice Award i People’s Choice Award, a także gwiazdę na Alei Gwiazd w Los Angeles. W 2016 Forbes oszacował, że Johnson był najlepiej zarabiającym aktorem w okresie od czerwca 2015 do czerwca 2016.

## Pochodzenie
Jego dziadek ze strony ojca James i babcia ze strony ojca Lilian Bowles byli afrykańskiego pochodzenia. Ich przodkowie pochodzili z kanadyjskiej prowincji Nowa Szkocja, skąd wyemigrowali do Stanów Zjednoczonych po zakończeniu wojny o niepodległość. Część z nich miała też irlandzkie pochodzenie.
Dziadek ze strony matki Fanene Leifi Pita Maivia był wrestlerem występującym pod pseudonimem ringowym “High Chief” Peter Maivia. Do rodziny Maivia należeli też inni wrestlerzy. Peter Maivia jest też uznawany za „brata krwi” przez wielopokoleniową rodzinę wrestlerów – Anoaʻi. Babcia Johnsona ze strony matki nazywała się Ofelia „Lia” Fuataga i była córką jednego z wyższych wodzów na wyspie Upolu. Zasłynęła jako jedna z nielicznych kobiet, które zajmowały się organizowaniem wrestlingu. Na prośbę swojego męża, Petera Maivii, przejęła po nim organizację NWA Polynesian Pro Wrestling po jego śmierci w 1982. Zarządzała organizacją do 1988. Zarówno dziadek, jak i babcia Rocka ze strony matki byli rdzennymi Samoańczykami.
Ojcem Rocka jest wrestler Rocky Johnson, który przeszedł do historii razem z Tonym Atlasem jako pierwszy czarnoskóry wrestler, który zdobył mistrzostwo drużynowe WWF Tag Team Championship.
Jest spokrewniony z samoańskim klanem Malietoa, z którego pochodził między innymi Malietoa Tanumafili II, głowa państwa Samoa w latach 1962–2007.
Jedną z jego kuzynek jest modelka i wrestlerka Nia Jax, jej ciotką jest matka Johnsona.

## Młodość i edukacja
Urodził się 2 maja 1972 w Hayward w Kalifornii jako Dwayne Douglas Johnson. Przez krótki czas mieszkał razem z rodziną swojej matki w Nowej Zelandii. Potem wrócił do Stanów Zjednoczonych, gdzie uczęszczał do liceum President William McKinley High School w Honolulu w stanie Hawaje, a następnie do Freedom High w Bethlehem w stanie Pensylwania. Należał do szkolnej drużyny futbolu amerykańskiego, drużyny biegaczy i do drużyny zapaśniczej, dzięki czemu zyskał czteroletnie stypendium sportowe Uniwersytetu Miami. W 1995 ukończył studia ze stopniem Bachelor of General Studies z kryminologii i fizjologii.

## Kariera futbolisty
W wieku 14 lat zaczął trenować futbol amerykański. Grał na pozycji Defensive Tackle w drużynie swojego liceum – Freedom High. Trener Dennis Erickson zaproponował mu czteroletnie stypendium sportowe Uniwersytetu Miami. Johnson przyjął propozycję i zaczął grę na pozycji defensive tackle w uniwersyteckiej drużynie Miami Hurricanes. W 1991 wraz z reprezentacją swojego uniwersytetu wygrał mistrzostwa krajowe w futbolu akademickim.
Po ukończeniu studiów został przyjęty przez drużynę futbolową Calgary Stampeders. Jak sam przyznaje, marzył o karierze w National Football League, jednak kontuzja pleców uniemożliwiła mu te plany. W listopadzie 2015 w programie Oprah's Master Class wyznał, że niemożliwość spełnienia marzenia spowodowały u niego zaburzenia depresyjne.

## Kariera wrestlerska
Jako wrestler słynął ze swojej charyzmy. Czasopismo „Wrestling Observer Newsletter” sześciokrotnie wyróżniło go mianem najbardziej charyzmatycznego wrestlera roku. W mediach był określany jako najbardziej elektryzujący człowiek w świecie sportowej rozrywki. Jednym z jego charakterystycznych gestów było uniesienie jednej z brwi, które nazywał początkowo Heat Brow (ciepła brew), a potem People’s Eyebrow (brew ludu). Jego trenerami byli jego ojciec, również wrestler, Rocky Johnson oraz Pat Patterson. On sam był trenerem Orlando Jordana.
Debiutował 10 marca 1996 w organizacji United States Wrestling Association (USWA) pod pseudonimem Flex Kavana. W USWA rywalizował z Jerrym “the King” Lawlerem i razem z Bretem Sawyerem dwukrotnie zdobył mistrzostwo drużynowe USWA Tag Team Championship.

### World Wrestling Federation / Entertainment

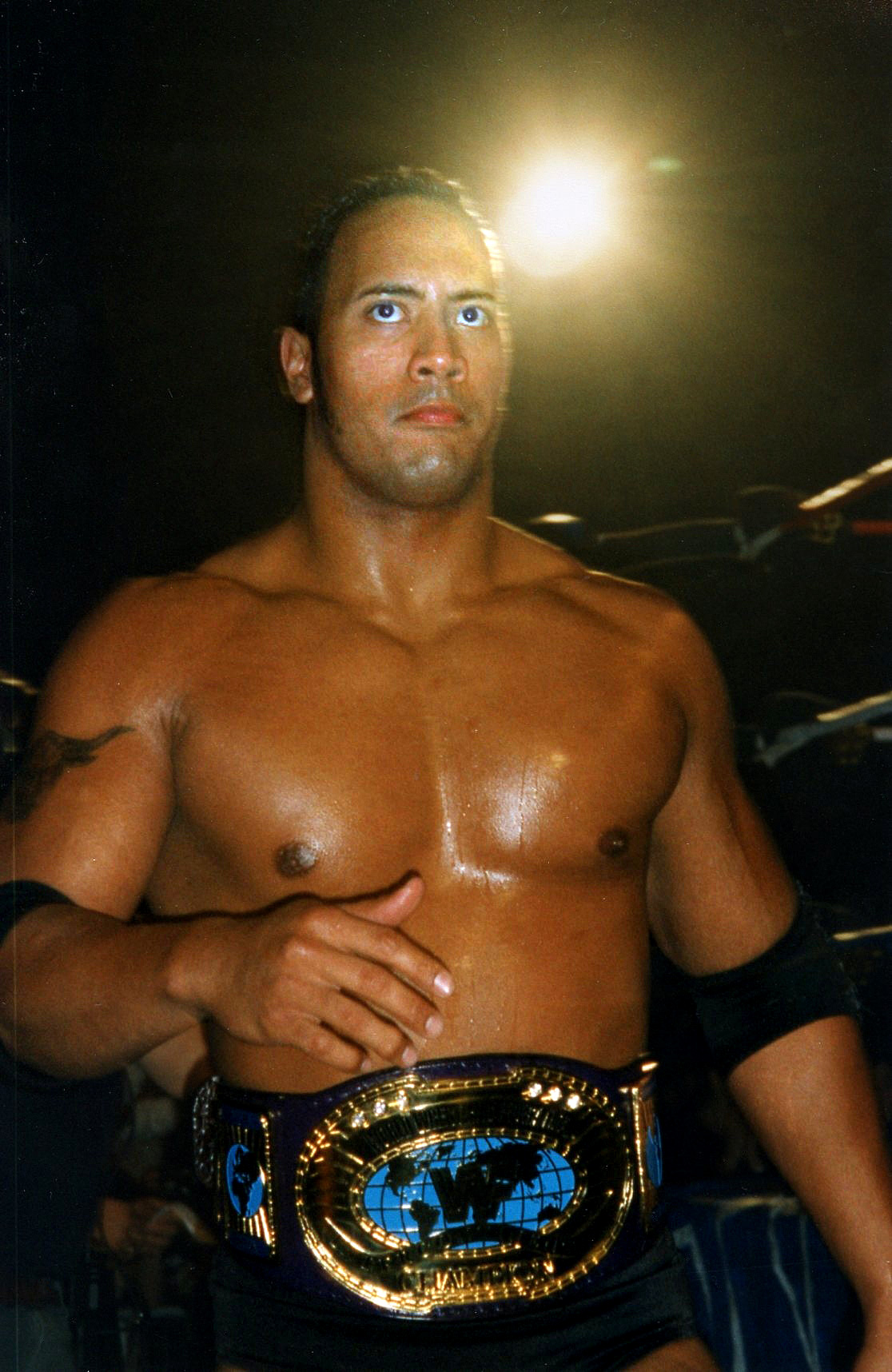
Johnson z pasem mistrzowskim Intercontinental Championship w 1998

17 listopada 1996 pod pseudonimem Rocky Maivia po raz pierwszy wystąpił na gali organizacji WWF. Tą galą było Survivor Series. W walce 4 na 4 razem z Jakiem Robertsem, Markiem Mero oraz The Stalkerem i wspierany w narożniku przez Sable pokonał Crusha, Goldusta, Huntera Hearsta Helmsleya i Jerry’ego Lawlera wspieranych przez Marlenę.
10 lutego 1997 w odcinku Raw pokonał Huntera Hearsta Helmsleya w walce o mistrzostwo Intercontinental. Obronił tytuł w walce rewanżowej 16 lutego na gali In Your House 13. 23 marca wystąpił na swojej pierwszej gali z serii WrestleMania. Była to WrestleMania 13. Obronił wtedy swój pas w walce typu Triple Threat przeciwko The Iron Sheikowi i The Sultanowi. 28 kwietnia stracił tytuł przegrywając pojedynek przeciwko Owenowi Hartowi. Rocky Maivia był bardzo niepopularnym zawodnikiem. Publiczność często skandowała w czasie jego występów Rocky ssie. W związku z tym Maivia postanowił zwrócić się przeciwko fanom WWF i dołączyć do stajni heelów o nazwie Nation of Domination. 8 grudnia w odcinku Raw pokonał Stone Colda Steve’a Austina w walce o mistrzostwo Intercontinental.
18 stycznia 1998 wziął udział w głównej bitwie na gali Royal Rumble. Wszedł jako czwarty i przetrwał aż do końcówki bitwy, kiedy w ringu zostali tylko on i Stone Cold Steve Austin. Maivia został wyeliminowany jako ostatni przez zwycięzcę Royal Rumble. 29 marca na gali WrestleMania 14 Ken Shamrock w walce o mistrzostwo Intercontinental zmusił go do poddania się, zakładając mu chwyt Anklelock. Początkowo sędzia uznał wygraną Shamrocka, ale ponieważ zawodnik nie chciał uwolnić przeciwnika z chwytu, sędzia cofnął swoją decyzję i ogłosił zwycięzcą Maivię. W kwietniu Maivia przejął kontrolę nad drużyną Nation of Domination i przyjął pseudonim ringowy The Rock. 30 sierpnia na SummerSlam Triple H pokonał go w walce typu Ladder match o mistrzostwo Intercontinental.
15 listopada 1998 na Survivor Series The Rock wziął udział w turnieju o zwakowane mistrzostwo WWF Heavyweight i wygrał. W kolejnych rundach pokonał Triple H-a, the Undertakera, Kena Shamrocka i w finale Mankinda.
4 stycznia 1999 Mankind pokonał Rocka w walce o mistrzostwo WWF Heavyweight. Rock odzyskał tytuł w walce rewanżowej typu „I Quit” match na gali Royal Rumble. W tej walce Mick Foley jako Mankind miał za zadanie pomóc The Rockowi w jego przemianie w heela. W tym celu obaj mieli stoczyć walkę, w której Rock brutalnie poniży Mankinda. W rzeczywistości obaj zgodzili się, że Rock uderzy Mankinda pięć razy metalowym krzesłem. Jednak wbrew ustaleniom Rock uderzył Mankinda krzesłem jedenaście razy. Foley przyznał w jednym z wywiadów, że przez długi czas trzymał urazę, a incydent zdewastował jego żonę i dzieci, którzy byli obecni na widowni. Ostatecznie on i The Rock pogodzili się i odnowili swoją przyjaźń. Mankind nie poddał się w tej walce, ale The Rock oszukał sędziego odtwarzając zmontowane nagranie dźwiękowe, na którym jego przeciwnik mówi I quit. Mankind wygrał kolejny rewanż 1 lutego, a Rock dzięki interwencji Paula Wrighta wygrał kolejny rewanż 15 lutego w walce typu Ladder match. 28 marca na gali WrestleMania 15 został pokonany przez Stone Colda Steve’a Austina, który przejął mistrzostwo. 12 kwietnia Rock napadł na Austina i wrzucił go do rzeki Detroit. Tydzień później pojawił się w odcinku Raw z trumną i ogłosił ceremonię pogrzebową Austina, jednak Austin zakłócił jego występ i między wrestlerami doszło do bójki. 25 kwietnia na gali Backlash Austin pokonał Rocka i obronił swój tytuł.
The Rock i Mankind, pomimo dawnej rywalizacji, połączyli siły przeciwko wspólnym wrogom, The Undertakerowi i Big Showowi, którzy w 1999 byli mistrzami drużynowymi WWF. Rock i Mankind utworzyli tag team o nazwie The Rock ’n’ Sock Connection i 30 sierpnia pokonali swoich rywali w walce o tytuł. 9 września w odcinku SmackDown miał miejsce pojedynek rewanżowy i była to walka typu Buried Alive match. Walkę zakłócił Triple H, który unieszkodliwił Rocka, a potem znokautował Big Showa młotem kowalskim i dokończył zakopywanie Mankinda, w związku z czym Undertaker i Big Show wygrali pojedynek i odzyskali mistrzostwo. Kolejny rewanż miał miejsce 20 września. The Undertaker namówił przeciwników aby walka odbyła się na jego zasadach. On sam nie wziął udziału w pojedynku. Zastąpili go Mideon i Viscera. The Rock przypiął Mideona i odzyskał mistrzostwo dla swojej drużyny. 23 września, po przerwie spowodowanej kontuzjami, drużyna New Age Outlaws powróciła, przerwała przemówienie The Rock ‘n’ Sock Connection i wyzwała The Rocka oraz Mankinda na pojedynek o mistrzostwo tego samego dnia. Mistrzowie przegrali, ponieważ Mankind niechcący wpadł z rozpędu na Rocka, a wtedy Billy Gunn uderzył Mankinda ciosem Fameasser, przypiął go i wygrał pasy dla swojej drużyny. 14 października miała miejsce walka rewanżowa. W jej trakcie Hardcore i Crash Holly znokautowali Billy’ego Gunna jednym z pasów, czego sędzia nie zauważył. Następnie Mankind przypiął Gunna i ponownie odzyskał mistrzostwo dla swojej drużyny. Hardcore i Crash Holly otrzymali szansę na walkę o tytuł 18 października. Do tego czasu Mankind pokłócił się z The Rockiem i choć przyszedł na pojedynek, nie walczył. Mimo to Rock skutecznie bronił się i atakował. Drużynie przeciwnej pomógł Triple H, który wtargnął na ring i zaatakował Rocka ciosem Pedigree. Dzięki temu Hardcore i Crash Holly wygrali, przejęli tytuły, a zespół Rock N’ Sock Connection przestał istnieć.

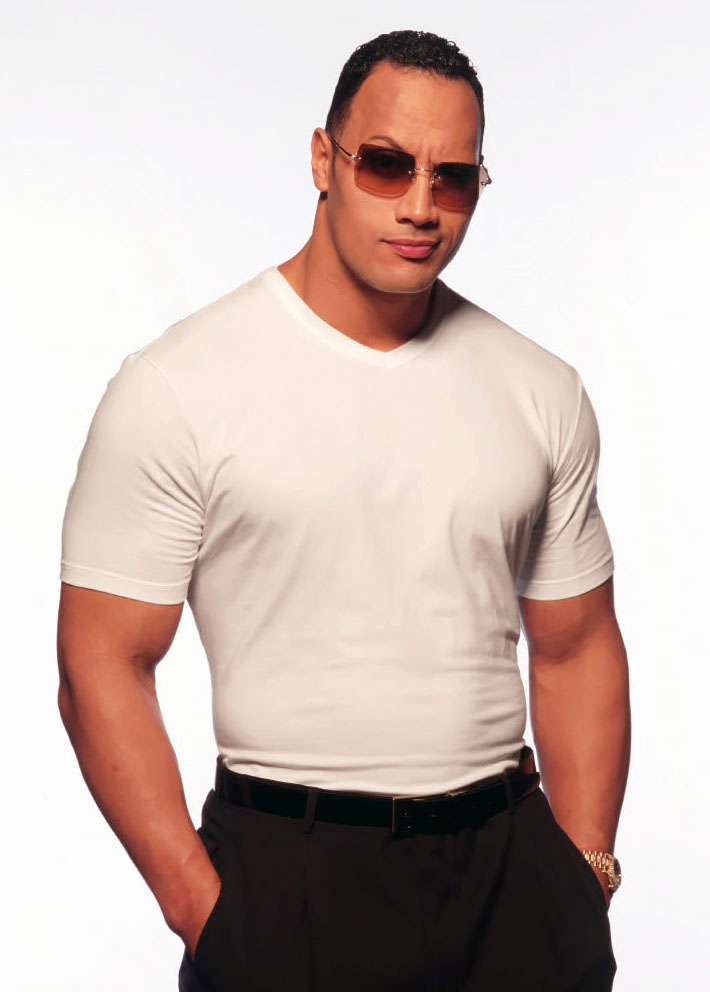
Johnson pozujący w czasie sesji zdjęciowej dla czasopisma Vanity Fair (2001)

23 stycznia 2000 The Rock wziął udział w bitwie na gali Royal Rumble. Wszedł na ring jako dwudziesty czwarty i wygrał, eliminując jako ostatniego Big Showa. 30 kwietnia 2000 na gali Backlash pokonał Triple H-a w walce o główne mistrzostwo WWF, sędziowanej przez Shane’a McMahona, który następnie przez krótki czas był głównym pretendentem do pasa. 21 maja na Judgment Day Rock przegrał tytuł w walce typu Iron Man match przeciwko Triple H-owi. Tym razem również sędzią był Shane McMahon. 25 czerwca na gali King of the Ring wygrał walkę tag teamów 3 na 3 wspólnie z The Brothers of Destruction przeciwko Shane’owi McMahonowi, Mr. McMahonowi i mistrzowi WWF Triple H-owi. Rock przypiął Mr. McMahona i przejął pas mistrzowski. Jego piąte panowanie zakończyło się 22 października, kiedy na No Mercy przegrał pojedynek przeciwko Kurtowi Angle. 18 grudnia wspólnie z The Undertakerem pokonał Edge’a i Christiana w walce o mistrzostwo drużynowe World Tag Team Championship. Trzy dni później mistrzowie utracili tytuły w walce rewanżowej. W międzyczasie od 14 listopada 1999 WWF poszukiwało sprawcy potrącenia samochodem Stone Colda Steve’a Austina (w rzeczywistości potrącenie było wyreżyserowane, a wypadek miał wyjaśnić nieobecność na galach Steve’a Austina, któremu odnowiła się kontuzja szyi, w związku z czym potrzebował operacji i długiej rehabilitacji). 9 października 2000 Mick Foley, ówczesny komisarz RAW, oświadczył publicznie, że wszystkie dowody wskazują na Rikishiego. Oskarżony przyznał się do winy, ale oświadczył, że zrobił to dla swojego kuzyna, The Rocka, aby pomóc mu w karierze. Rock jednak nie był zadowolony z tego prezentu i pokonał kuzyna w walce na gali Survivor Series. Później okazało się, że Rikishi potrącił Austina, ponieważ zapłacił mu Triple H.
25 lutego 2001 na gali No Way Out Rock po raz szósty zdobył główne mistrzostwo WWF, tym razem pokonując Kurta Angle. 1 kwietnia na gali Wrestlemania X-Seven bronił tytułu w walce bez dyskwalifikacji przeciwko Stone Cold Steve’owi Austinowi. Pretendent nie radził sobie, więc dał znak znajdującemu się w okolicach ringu Vincowi McMahonowi, który podał Austinowi składane krzesło. Austin wykorzystał przedmiot jako broń, wygrał walkę oraz tytuł i świętował zwycięstwo razem z McMahonem (był to heel turn Austina). Następnego dnia w Raw Is War odbyła się walka rewanżowa typu Steel Cage match. Zakończyła się ona bez rozstrzygnięcia, ponieważ Triple H wtargnął na ring i zaatakował Rocka. Wkrótce Rock zawiesił swoją karierę wrestlerską na kilka miesięcy z powodu udziału w nagraniu zdjęć do filmu Mumia powraca.
Gdy powrócił w odcinku Raw z 30 lipca, WWF było w trakcie Inwazji (wątek fabularny, zgodnie z którym zawodnicy wierni WWF i zawodnicy z niedawno wykupionej organizacji WCW rywalizowali ze sobą). Zarówno prezes WWF Vince McMahon, jak i jego syn Shane McMahon przewodzący byłymi zawodnikami WCW, chcieli przeciągnąć Rocka na swoją stronę. Rock jednak odpowiedział atakując i powalając ich obu. 19 sierpnia na gali SummerSlam pokonał Bookera T w walce o mistrzostwo WCW. 21 października na No Mercy przegrał pojedynek o tytuł przeciwko Chrisowi Jericho. Następnego dnia obaj zawodnicy połączyli siły i wspólnie pokonali The Dudley Boyz w walce o mistrzostwo drużynowe WWF World Tag Team Championship. Ich panowanie zakończyło się 30 października, gdy pokonali ich Booker T i Test. Rock i Jericho skupili się zatem na rywalizacji o pas WCW. 5 listopada Rock odzyskał tytuł pokonując rywala w odcinku Raw. 9 grudnia na Vengeance Chris Jericho pokonał Rocka w walce o mistrzostwo, a potem Stone Colda Steve’a Austina w walce o główne mistrzostwo WWF i zunifikował oba tytuły.

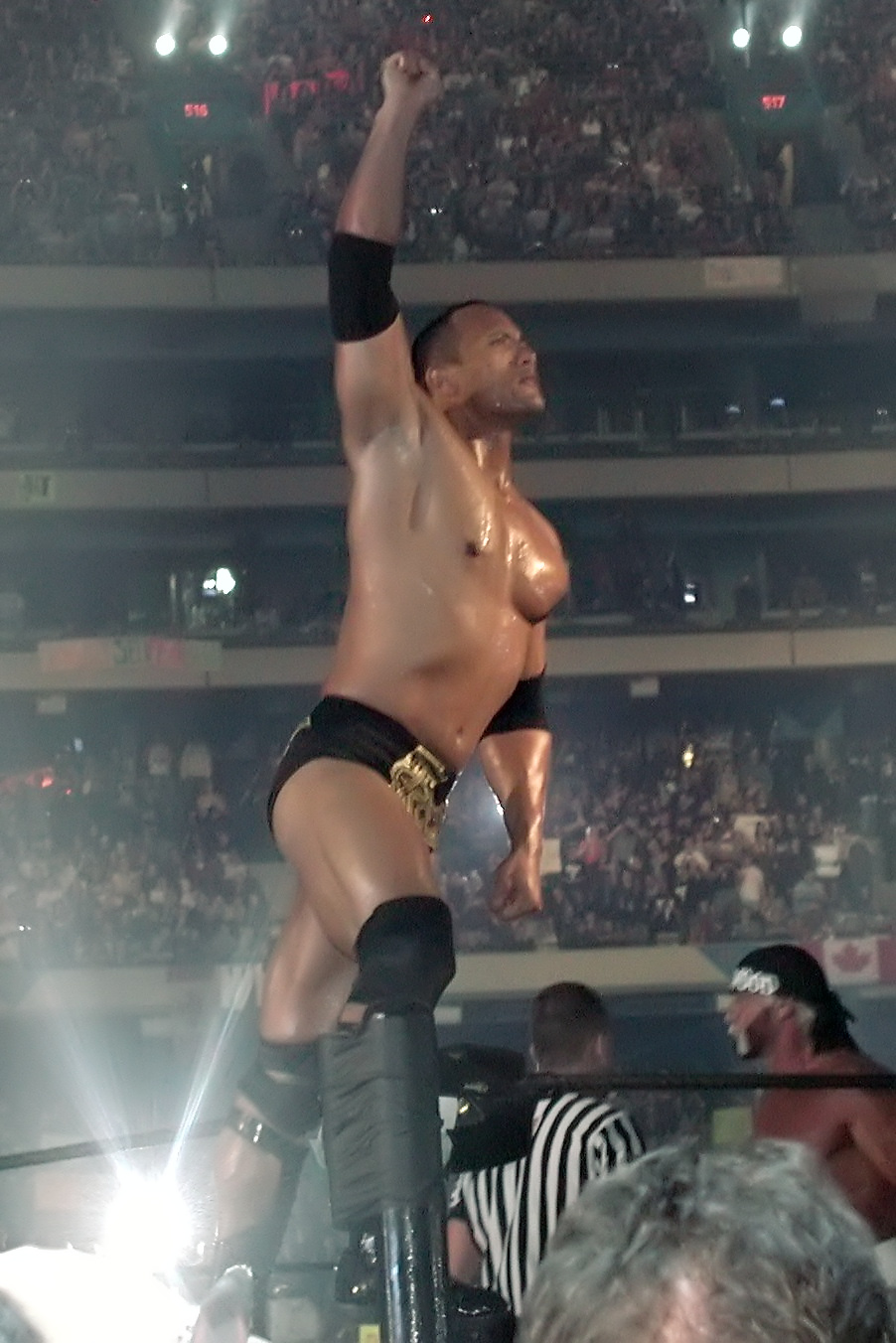
Johnson na gali WrestleMania X-8

25 stycznia 2002 jeden z najpopularniejszych wrestlerów w historii, Hulk Hogan, podpisał kontrakt z World Wrestling Federation i 18 lutego zaakceptował wyzwanie Rocka, który chciał się z nim zmierzyć na gali WrestleMania X-8. Nagle ujawniła się znana z występów w WCW stajnia nWo, do której należał Hogan. Grupa zaatakowała i poturbowała The Rocka. Pobity wrestler został zaniesiony do ambulansu, który niespodziewanie został staranowany pojazdem członowym prowadzonym przez Hogana. 17 marca na gali WrestleMania X-8 Rock pokonał rywala. Hogan po walce podał zwycięzcy rękę, aby mu pogratulować. Pozostali członkowie jego stajni, Scott Hall i Kevin Nash, uznali to za zdradę i zaatakowali Hogana. The Rock uratował go jednak, a Hogan pod wpływem tych wydarzeń stał się face’em. W marcu Hogan i Rock rywalizowali drużynowo z nWo, ale w wyniku WWE Draftu on i jego partner zostali przydzieleni do brandu SmackDown i tym samym oddzieleni od rywali. 21 lipca na gali Vengeance The Rock pokonał Kurta Angle i The Undertakera w walce Triple Threat o pas WWE Undisputed Championship. 25 sierpnia na gali SummerSlam stracił mistrzostwo pokonany przez Brocka Lesnara.
W 2003 rywalizował z Hulkiem Hoganem, a później ze Steve’em Austinem, którego pokonał na gali WrestleMania 19 w ostatniej walce w karierze Austina. Wkrótce Rock postanowił skupić się na karierze aktorskiej i występował w WWE (dawne WWF) coraz rzadziej, bardzo rzadko biorąc udział w jakichkolwiek walkach. W końcu jego występy zaczęły mieć charakter występów gościnnych.

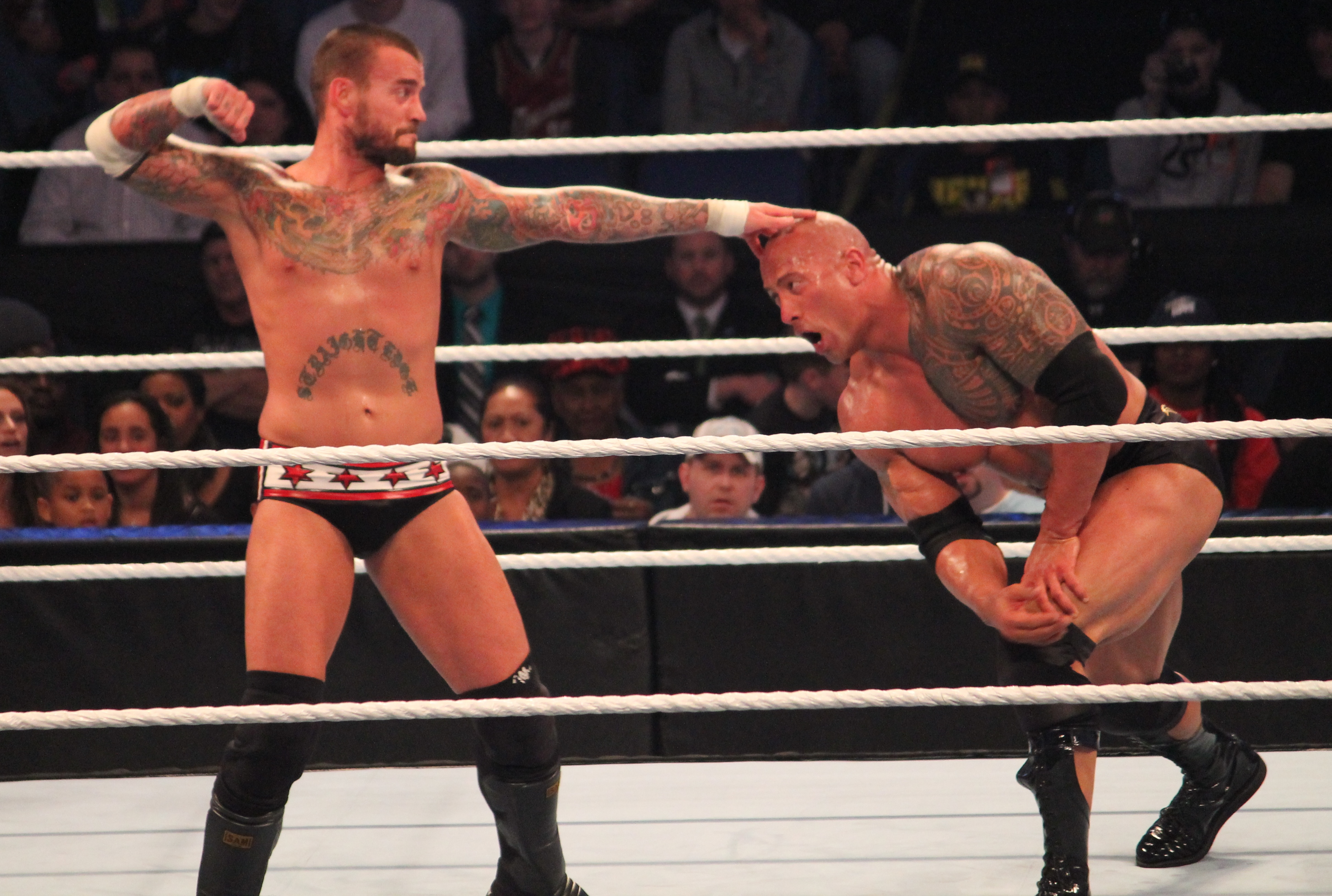
CM Punkiem i Johnson na gali Elimination Chamber (2013)

29 marca 2008 wprowadził Rocky’ego Johnsona i Petera Maivię do galerii sławy WWE Hall of Fame.
Powrócił do regularnych występów w 2011. 14 lutego został ogłoszony gościnnym gospodarzem WrestleManii i wygłosił przemówienie, w którym potwierdził swój powrót i nawiązał do negatywnych wypowiedzi Johna Ceny pod jego adresem. Rock i Cena rywalizowali ze sobą głównie werbalnie. W międzyczasie do rywalizacji dołączył The Miz, któremu nie podobało się, że otrzymuje za mało uwagi, pomimo bycia mistrzem WWE. 3 kwietnia na gali WrestleMania 27 Rock pomógł Mizowi obronić mistrzostwo w walce przeciwko Cenie. 27 czerwca Rock został werbalnie poniżony przez CM Punka, który niezadowolony z tego jak sam jest traktowany, wygłosił mowę, w której krytykował stan WWE i sposób, w jaki organizacja jest zarządzana. Punk powiedział, że Rock podlizuje się właścicielowi WWE, Vince’owi McMahonowi, i skrytykował jego udział w nadchodzącej WrestleManii. 20 listopada na gali Survivor Series Rock wspólnie z Ceną pokonał tag team The Awesome Truth, a 1 kwietnia 2012 pokonał samego Johna Cenę na gali WrestleMania 28.
W końcu Rock postanowił odebrać główne mistrzostwo WWE CM Punkowi, który posiadał pas już od ponad roku. Obaj zmierzyli się 29 stycznia 2013 na gali Royal Rumble. W pojedynek interweniowała wierna Punkowi trzyosobowa grupa The Shield (Seth Rollins, Dean Ambrose i Roman Reigns). Ponieważ nie była to pierwsza interwencja grupy w ważną walkę, wcześniej ustalono, że taka sytuacja poskutkuje odebraniem Punkowi pasa. Gdy jednak Vince McMahon pojawił się w wejściu na arenę aby ogłosić zmianę posiadacza tytułu, Rock zaprotestował i zażądał powtórzenia walki, ponieważ nie chciał przejmować mistrzostwa w wyniku dyskwalifikacji. McMahon zgodził się natychmiast powtórzyć walkę. Ostatecznie The Rock zwyciężył i przejął pas Punka. Punk otrzymał szansę odzyskania mistrzostwa 17 lutego na gali Elimination Chamber, ale i tym razem został pokonany przez The Rocka. 25 lutego Punk przegrał też z Johnem Ceną walkę o to który z nich będzie miał pierwszeństwo do starania się o tytuł Rocka. Wygrał John Cena i 7 kwietnia na gali WrestleMania 29 pokonał Rocka w walce o mistrzostwo.
6 kwietnia 2014 The Rock wystąpił gościnnie na gali WrestleMania 30 razem z Hulkiem Hoganem i Steve’em Austinem. 29 marca 2015 na galę WrestleMania 31 przyprowadził byłą mistrzynię UFC, Rondę Rousey, aby pomogła mu w konfrontacji z reprezentującymi grupę The Authority Triple H-em i Stephanie McMahon. 3 kwietnia 2016 na gali WrestleMania 32 wspólnie z Johnem Ceną zmierzył się z grupą The Wyatt Family. Pokonał wtedy Ericka Rowana w sześć sekund.

## Kariera aktorska

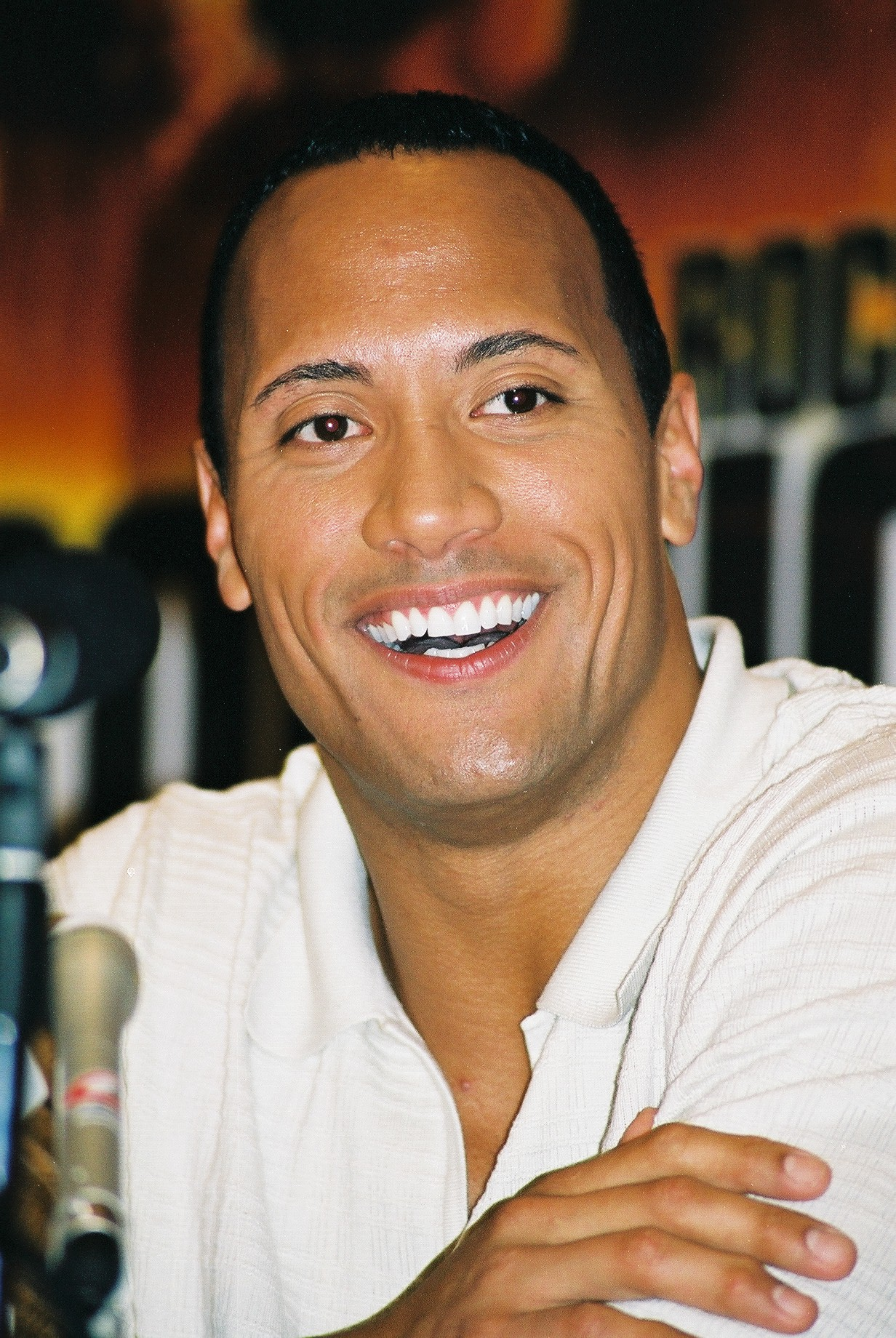
Johnson na konferencji prasowej dotyczącej filmu Król Skorpion w hotelu Four Seasons w Singapurze (2002)

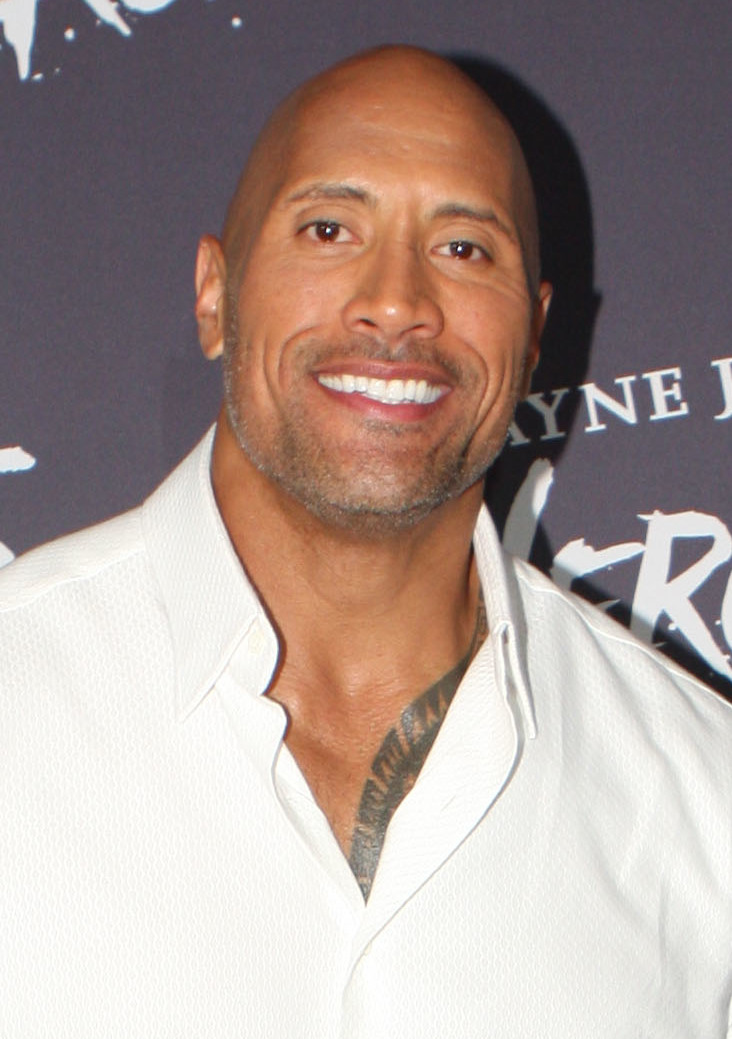
Johnson na premierze filmu Herkules w Sydney (2014)

Jego osobowość sceniczna w wrestlingu przyciągnęła uwagę producentów filmowych, którzy zaproponowali mu zagranie Króla Skorpiona w filmie Mumia powraca z 2001. Swoją kreacją w produkcji zwrócił na siebie uwagę widzów i krytyków filmowych, którzy chwalili jego występ, a za tę rolę otrzymał nagrodę Teen Choice Award dla ulubionego czarnego charakteru. Tę rolę powtórzył w filmie Król Skorpion z 2002. Magazyn Entertainment Weekly umieścił go na liście najbardziej obiecujących aktorów i aktorek.
W 2004 zagrał szeryfa wracającego do rodzinnego miasta po odbyciu służby wojskowej w filmie Z podniesionym czołem. W 2007 zagrał główną rolę w Planie gry. Familijny film o futboliście, który dowiaduje się, że ma córkę, zarobił na całym świecie ponad 150 milionów dolarów amerykańskich. Następnie zagrał w filmach: Dorwać Smarta (2008) i Góra czarownic (2009), nad którym ponownie współpracował z Andym Fickmanem (reżyserem Planu gry). Użyczył głosu kapitanowi Charlesowi Bakerowi, bohaterowi filmu animowanego Planeta 51 (2009). W 2010 zagrał zębową wróżkę w filmie Dobra wróżka, który był najniżej ocenionym przez krytyków filmem, w jakim wystąpił The Rock, aż do 2017, kiedy podobne oceny zebrał film Baywatch. Słoneczny patrol.
W 2016 został okrzyknięty najlepiej zarabiającym aktorem od czerwca 2015 do czerwca 2016 według magazynu Forbes, który oszacował przychody Johnsona na 64,5 miliona dolarów amerykańskich. W 2016 i 2017 za rolę Spencera Strasmore’a w serialu Gracze otrzymał nagrodę People’s Choice Award dla ulubionego aktora w specjalnym serialu telewizji. W 2017 otrzymał nagrodę Teen Choice Award dla ulubionego aktora w filmie fantasy za rolę Mauiego w filmie animowanym Vaiana: Skarb oceanu.
W 2017 został wyróżniony gwiazdą na Alei Gwiazd w Los Angeles.

## Filmografia
| Rok                    | Film                            | Rola                                | Dodatkowe informacje |
| ---------------------- | ------------------------------- | ----------------------------------- | --- |
| 2001                   | Mumia powraca                   | Mathayus – Król Skorpion            | Nagroda Teen Choice Award w kategorii Ulubiony czarny charakter |
| 2002                   | Longshot                        | Rabuś                               | Nominowany do Złotej Maliny w kategorii Najgorszy aktor |
| 2002                   | Król Skorpion                   | Mathayus – Król Skorpion            | Nominowany do nagrody Teen Choice Award w kategorii Ulubiony aktor dramatu / filmu akcji / filmu przygodowego Nominowany do nagrody Kid’s Choice Award w kategorii Ulubiony męski kopacz tyłków |
| 2003                   | Witajcie w dżungli              | Beck                                | Nominowany do nagrody MTV Movie Award w kategorii Najlepsza scena walki |
| 2004                   | Z podniesionym czołem           | Chris Vaughn                        | Nominowany do nagrody Teen Choice Award w kategorii Ulubiony aktor dramatu / filmu akcji / filmu przygodowego |
| 2005                   | Be Cool                         | Elliot Wilhelm                      | Nominowany do nagrody Teen Choice Award w kategorii Ulubiony filmowy moment 'gwiazdy rocka' |
| 2005                   | Doom                            | Sierżant Asher „Sarge” Mahonin      | |
| 2006                   | Koniec świata                   | Boxer Santaros                      | |
| 2006                   | Gang z boiska                   | Sean Porter                         | |
| 2007                   | Reno 911!: Miami                | Agent Rick Smith – członek S.W.A.T. | Cameo |
| 2007                   | Plan gry                        | Joseph „Joe” Kingman                | Nominowany do nagrody Kid’s Choice Award w kategorii Ulubiony aktor filmowy |
| 2008                   | Dorwać Smarta                   | Agent 23                            | |
| 2009                   | Góra Czarownic                  | Jack Bruno                          | Nominowany do nagrody Teen Choice Award w kategorii Ulubiony aktor filmu akcji / filmu przygodowego |
| 2009                   | Planeta 51                      | Captain Charles „Chuck” T. Baker    | Głos Nominowany do nagrody MTV Movie Award w kategorii Najlepszy czarny charakter |
| 2010                   | Dobra wróżka                    | Derek Thompson                      | Nominowany do nagrody Kid’s Choice Award w kategorii Ulubiony aktor filmowy |
| 2010                   | Małżeństwa i ich przekleństwa 2 | Daniel Franklin                     | Cameo, nie wymieniony w napisach |
| 2010                   | Policja zastępcza               | Detektyw Christopher Danson         | |
| 2010                   | To znowu ty                     | Air Marshal                         | Cameo, nie wymieniony w napisach |
| 2010                   | W pogoni za zemstą              | James Cullen                        | |
| 2011                   | Szybcy i wściekli 5             | Luke Hobbs                          | Nominowany do nagrody Teen Choice Award w kategorii Ulubiony aktor filmu akcji |
| 2012                   | Podróż na Tajemniczą Wyspę      | Hank Parsons                        | Był też współproducentem |
| 2013                   | Infiltrator                     | John Matthews                       | Był też producentem |
| 2013                   | G.I. Joe: Odwet                 | Roadblock                           | Nominowany do nagrody Teen Choice Award w kategorii Ulubiony aktor Nominowany do nagrody Kid’s Choice Award w kategorii Ulubiony męski kopacz tyłków |
| 2013                   | Sztanga i cash                  | Paul Doyle                          | |
| 2013                   | Szybcy i wściekli 6             | Luke Hobbs                          | Nominowany do nagrody Teen Choice Award w kategorii Aktor lata Nominowany do nagrody Teen Choice Award w kategorii Ulubiona chemia filmowa (z Vinem Dieselem i Paulem Walkerem) |
| 2013                   | Empire State: Ryzykowna gra     | Detective James Ransome             | Direct-to-video |
| 2014                   | Herkules                        | Herkules                            | Nominowany do nagrody Teen Choice Award w kategorii Aktor lata |
| 2015                   | Szybcy i wściekli 7             | Luke Hobbs                          | Nominowany do nagrody People’s Choice Award w kategorii Ulubiony aktor w filmie akcji Nominowany do nagrody Teen Choice Award w kategorii Ulubiona chemia filmowa (z Vinem Dieselem, Paulem Walkerem, Ludacrisem, Michelle Rodriguez i Tyrese’em Gibsonem)                                                             |
| 2015                   | San Andreas                     | Ray Gaines                          | Nominowany do nagrody MTV Movie Award w kategorii Najlepsza rola w filmie akcji Nominowany do nagrody MTV Movie Award w kategorii Najlepszy bohater |
| 2015                   | Jem i Hologramy                 | On sam                              | Cameo |
| 2016                   | Agent i pół                     | Bob Stone / Robbie Weirdicht        | Nominowany do nagrody People’s Choice Award w kategorii Ulubiony aktor w filmie komediowym Nominowany do nagrody Critics’ Choice Movie Award w kategorii Najlepszy aktor w komedii Nominowany do nagrody Teen Choice Award w kategorii Aktor lata Nagroda Kid’s Choice Award w kategorii Ulubieni najlepsi przyjaciele |
| 2016                   | Vaiana: Skarb oceanu            | Maui                                | Głos Nagroda Teen Choice Award w kategorii Ulubiony aktor w filmie fantasy Nominowany do Czarnej Szpuli kategorii Najlepsza gra głosem Nominowany do nagrody Kid’s Choice Award w kategorii Ulubiony dubbing w filmie animowanym Nominowany do nagrody Kid’s Choice Award w kategorii Ulubiony wróg                    |
| 2017                   | Szybcy i wściekli 8             | Luke Hobbs                          | Nominowany do nagrody Teen Choice Award w kategorii Ulubiony aktor filmu akcji |
| 2017                   | Baywatch. Słoneczny patrol      | Mitch Buchannon                     | Był też producentem wykonawczym Nominowany do nagrody Teen Choice Award w kategorii Ulubiony aktor komedii Nominowany do nagrody Teen Choice Award w kategorii Ulubiony związek w opinii fanów (z Zac’iem Efronem) |
| 2017                   | Jumanji: Przygoda w dżungli     | Doktor Smolder Bravestone           | Był też producentem wykonawczym Nominowany do nagrody Teen Choice Award w kategorii Ulubiony aktor komedii Nominowany do nagrody MTV Movie Award w kategorii Najlepsza obsada (z Kevinem Hartem, Nickiem Jonasem, Jackiem Blackiem i Karen Gillan) Nagroda Kid’s Choice Award w kategorii Ulubiony aktor filmowy       |
| 2018                   | Rampage: Dzika furia            | Davis Okoye                         | Był też producentem wykonawczym Nominowany do nagrody Teen Choice Award w kategorii Ulubiony aktor w filmie science-fiction |
| 2018                   | Drapacz chmur                   | Will Sawyer                         | Był też producentem |
| 2019                   | Fighting with My Family         | On sam                              | Był też producentem wykonawczym |
| 2019                   | Szybcy i wściekli: Hobbs i Shaw | Luke Hobbs                          | |
| 2019                   | Jumanji: Następny poziom        | Dr Smolder Bravestone               | Był też producentem wykonawczym |
| 2021                   | Wyprawa do dżungli              | Frank                               | |
| 2021                   | Czerwona nota                   | Agent John Hartley                  | Produkcja Netflix |
| 2022                   | Black Adam                      | Teth-Adam / Black Adam              | Jest też producentem |
| Źródło: IMDb i Filmweb |                                 |                                     | |

| Rok                    | Serial                      | Rola              | Dodatkowe informacje |
| ---------------------- | --------------------------- | ----------------- | --- |
| 1999                   | Różowe lata siedemdziesiąte | Rocky Johnson     | Odcinek: „That Wrestling Show” |
| 1999                   | System                      | Brody             | Odcinek: „Last Man Standing” |
| 2000                   | Star Trek: Voyager          | The Champion      | Odcinek: „Tsunkatse” |
| 2007                   | Cory w Białym Domu          | On sam            | Odcinek: „Never the Dwayne Shall Meet” |
| 2007                   | Hannah Montana              | On sam            | Odcinek: „Don’t Stop Til You Get the Phone” |
| 2009                   | Czarodzieje z Waverly Place | On sam            | Odcinek: „Art Teacher” |
| 2010                   | Transformers: Prime         | Cliffjumper       | Głos Odcinek: „Darkness Rising, Part 1" |
| 2010                   | Family Guy                  | On sam            | Głos Odcinek: „Big Man on Hippocampus” |
| od 2015                | Gracze                      | Spencer Strasmore | Był też producentem wykonawczym Nominowany do Czarnej Szpuli kategorii Najlepszy aktor w serialu komediowym (2015) Nagroda People’s Choice Award w kategorii Ulubiony aktor w specjalnym serialu telewizji kablowej (2016) Nagroda People’s Choice Award w kategorii Ulubiony aktor w serialu specjalnym (2017) |
| 2017                   | Lifeline                    | On sam            | Odcinek: „In 33 Days You’ll Die” |
| Źródło: IMDb i Filmweb |                             |                   | |

## Aktywizm i działalność charytatywna
W 2000 uczestniczył w akcji WWE Smackdown Your Vote, której celem było zachęcanie młodych ludzi do głosowania. Jako osoba niezrzeszona uczestniczył w krajowym konwencie Partii Demokratycznej, a także przemawiał na konwencie Partii Republikańskiej.
Wielokrotnie wspierał pomoc humanitarną w Samoa, między innymi po tym jak państwo ucierpiało z powodu Cyklonu Heta.
W 2006 założył fundację The Rock Foundation, której celem jest pomaganie dzieciom z chorobami terminalnymi i zagrażającymi życiu. Fundacja współpracuje z amerykańskim Czerwonym Krzyżem i Make-A-Wish Foundation.
W październiku 2007 wraz z żoną, Dany Garcią, przeznaczył milion dolarów amerykańskich Uniwersytetowi Miami na renowację obiektów futbolowych. Była to największa dotacja przekazana uniwersyteckiemu wydziałowi lekkoatletyki przez byłych studentów. Uniwersytet Miami zmienił nazwę na szatni Miami Hurricanes na cześć Johnsona.

## Polityka

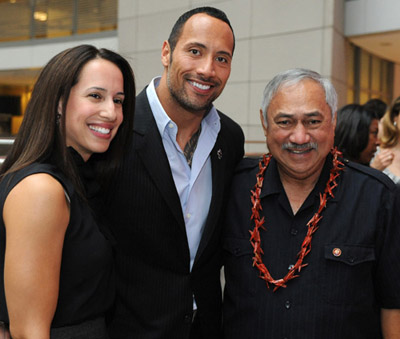
Dany Garcia, Johnson i Eni Faleomavaega (2008)

W przeszłości należał do Partii Republikańskiej. Obecnie jest bezpartyjny. W wyborach prezydenckich w 2008 i 2012 poparł demokratę Baracka Obamę. W 2016 nie głosował, gdyż żaden kandydat nie odpowiadał jego oczekiwaniom. W 2018 poparł marsz March for Our Lives, organizowany przez studentów, którzy domagali się surowszego prawa dostępu do broni. Popierał też futbolistów, którzy protestowali klękając w czasie odgrywania Hymnu Stanów Zjednoczonych Ameryki i twierdzi, że nieprzychylny takiemu zachowaniu prezydent Donald Trump nie rozumie natury protestu.
W 2017 zapowiedział swoją kandydaturę na prezydenta Stanów Zjednoczonych w wyborach w 2020. W lipcu oficjalnie zarejestrował w Federalnej Komisji Wyborczej swój komitet wyborczy Run The Rock 2020. Formularz rejestracyjny złożył mężczyzna o imieniu Kenton Tilford, a jako siedzibę stowarzyszenia wskazano Wirginię Zachodnią. W grudniu Johnson zrezygnował z planów politycznych, ponieważ kolidowały one z jego karierą aktorską. Stwierdził jednak, że rozważa kandydaturę w wyborach w 2024.

## Gry komputerowe
Odwzorowująca go postać pojawiła się w trzydziestu ośmiu grach WWF i WWE. Były to: WWF War Zone (1998, N64, PS), WWF Wrestlemania 2000 (1999, GB, GBC), WWF WrestleMania 2000 (1999, N64), WWF Attitude (1999, N64, GB, PS, DC), WWF SmackDown! 2: Know Your Role (2000, PS), WWF No Mercy (2000, N64), WWF Royal Rumble (2000, DC), WWF SmackDown! (2000, PS), WWF SmackDown! Just Bring It (2001, PS2), WWF Road To Wrestlemania (2001, GB, GBA), WWF Betrayal (2001, GB, GBC), Fire Pro Wrestling (2001, GB, GBA), WWE SmackDown! Shut Your Mouth (2002, PS2), WWE Road To WrestleMania X-8 (2002, GB, GBA), WWE Wrestlemania X-8 (2002, GC), WWE RAW (2002, Xbox, PC), WWE SmackDown! Here Comes The Pain (2003, PS2), WWE RAW 2 (2003, Xbox), WWE Wrestlemania XIX (2003, GC), WWE Crush Hour (2003, GC, PS2), WWE Survivor Series (2004, GB, GBA), WWE SmackDown! vs. RAW (2004, PS2), WWE Day Of Reckoning (2004, GC), WWE SmackDown! vs. RAW 2006 (2005, PS2, PSP), WWE Day Of Reckoning 2 (2005, GC), WWE Wrestlemania 21 (2005, Xbox), WWE SmackDown! vs. RAW 2008 (2007, Wii, DS, Xbox360, PS2, PS3, PSP), WWE SmackDown vs. RAW 2010 (2009, Wii, DS, Xbox360, PS2, PS3, PSP), WWE Legends Of WrestleMania (2009, Xbox360, PS3), WWE SmackDown vs. RAW 2011 (2010, Wii, Xbox360, PS2, PS3, PSP), WWE '12 (2011, Wii, Xbox360, PS3), WWE All-Stars (2011, Wii, 3DS, Xbox360, PS2, PS3, PSP), WWE '13 (2012, Wii, Xbox360, PS3), WWE 2K14 (2013, Xbox360, PS3), WWE 2K15 (2014, Xbox360, XboxOne, PS3, PS4, PC), WWE 2K16 (2015, Xbox360, XboxOne, PS3, PS4, PC), WWE 2K17 (2016, Xbox360, XboxOne, PS3, PS4, PC), WWE 2K18 (2017, XboxOne, PS4, PC).
| Rok                    | Gra                                     | Rola                     |
| ---------------------- | --------------------------------------- | ------------------------ |
| 1998                   | WWF War Zone                            | The Rock                 |
| 1999                   | WWF Attitude                            | The Rock                 |
| 2002                   | The Scorpion King: Rise of the Akkadian | Mathayus – Król Skorpion |
| 2004                   | WWE SmackDown! vs. Raw                  | The Rock                 |
| 2006                   | SpyHunter: Nowhere to Run               | Alex Decker              |
| 2007                   | WWE SmackDown vs. Raw 2008              | The Rock                 |
| 2011                   | WWE '12                                 | The Rock                 |
| 2012                   | WWE '13                                 | The Rock                 |
| 2013                   | WWE 2K14                                | The Rock                 |
| 2014                   | WWE 2K15                                | The Rock                 |
| 2015                   | WWE 2K16                                | The Rock                 |
| 2019, 2021             | Fortnite Chapter 2, 3                   | The Foundation           |
| Źródło: IMDb i Filmweb |                                         |                          |

## Dyskografia

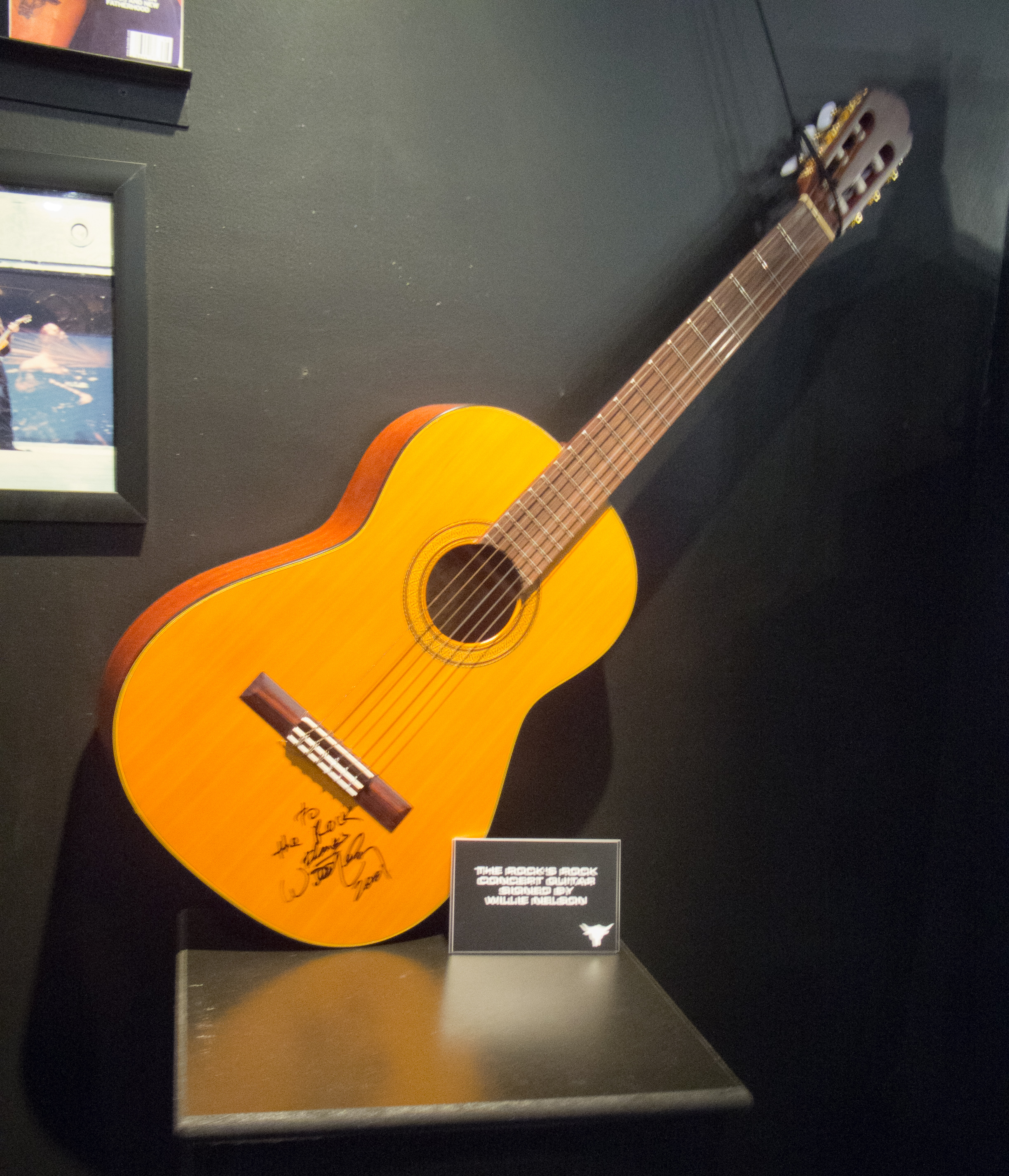
Gitara należąca niegdyś do The Rocka i podpisana przez Williego Nelsona

| Rok  | Utwór                    | Album                                             | Źródło |
| ---- | ------------------------ | ------------------------------------------------- | ------ |
| 2000 | „It Doesn’t Matter”      | The Ecleftic: 2 Sides II a Book                   | [ 38 ] |
| 2001 | „Pie”                    | WWF The Music, Vol. 5                             | [ 39 ] |
| 2002 | „If You Smell...”        | World Wrestling Entertainment Presents: Anthology | [ 40 ] |
| 2005 | „You Ain’t Woman Enough” | Be Cool soundtrack                                | [ 41 ] |
| 2012 | "What a Wonderful World” | Journey 2: The Mysterious Island soundtrack       | [ 42 ] |
| 2016 | „You’re Welcome”         | Moana (ścieżka dźwiękowa)                         | [ 43 ] |
| 2021 | „Face off”               |                                                   |        |

## Inne media
Kilka razy wystąpił w skeczach programu rozrywkowego Saturday Night Live. Za jeden z tych skeczy w 2017 został nominowany do Czarnej Szpuli w kategorii Najlepszy występ gościnny w serialu komediowym.
W styczniu 2000 opublikował swoją autobiografię, The Rock Says, która zajęła pierwsze miejsce na liście bestsellerów publikowanej przez The New York Times.
W maju 2015 pobił rekord Guinnessa w największej liczbie selfie zrobionych w trzy minuty. Zrobił sobie 105 zdjęć z fanami w czasie premiery filmu San Andreas przy kinie Odeon Leicester Square w Londynie.

## Życie prywatne

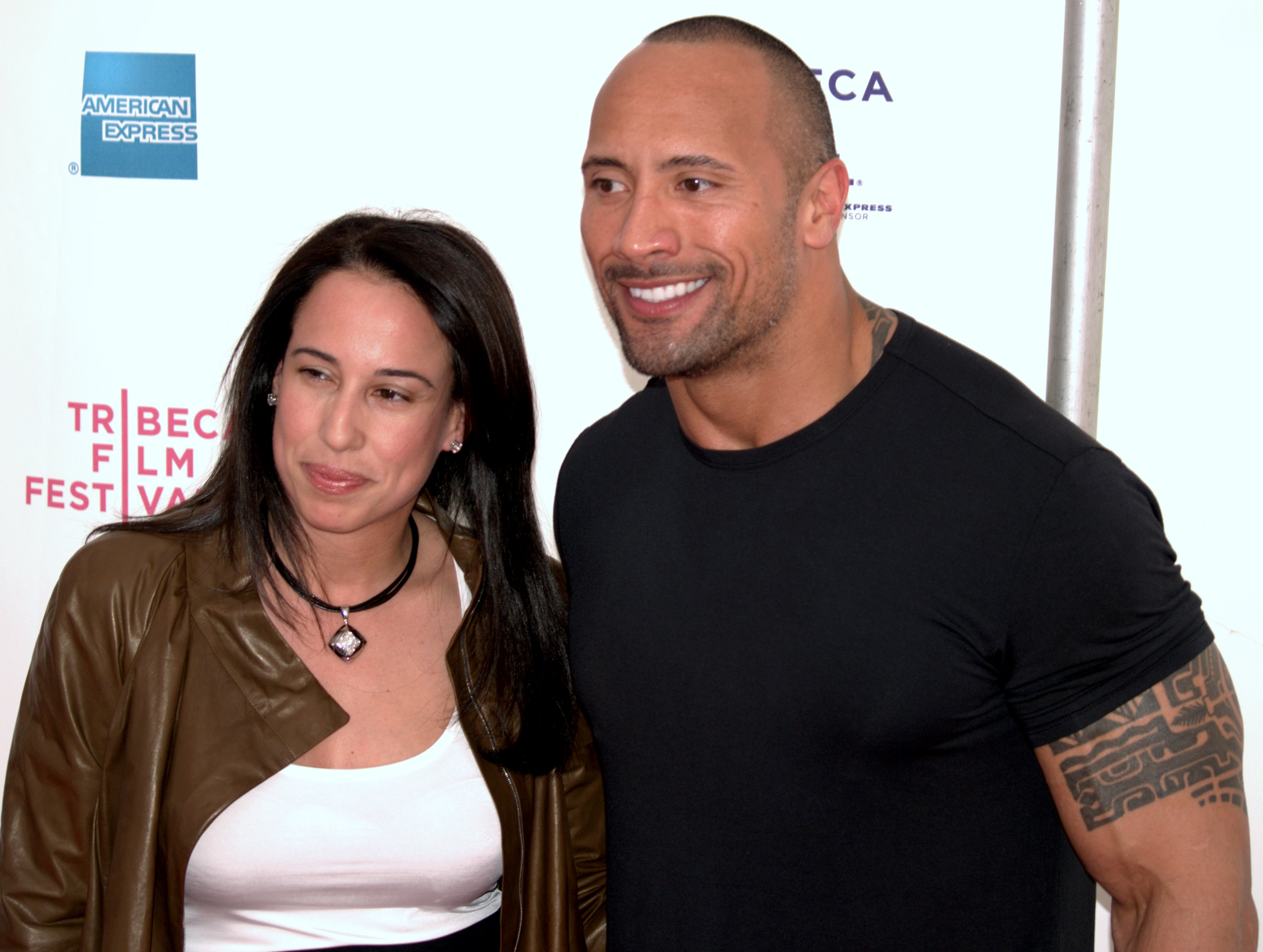
Dany Garcia i Johnson na festiwalu Tribeca Film Festival (2009)

3 maja 1997 ożenił się z Dany Garcią. Garcia była wiceprezesem w firmie Merrill Lynch zajmującej się Wealth Managementem. 14 sierpnia 2001 urodziła się córka Dwayne’a Johnsona i Dany Garcii. Rodzice nadali jej imię Simone Alexandra Johnson i pseudonim Pebbles. 1 czerwca 2007 para ogłosiła, że jest w separacji, a następnie rozwiodła się 19 maja 2008.
Krótko po separacji w 2007 Dwayne Johnson związał się z o 12 lat młodszą Lauren Hashian, córką perkusisty rockowego, Siba Hashiana. Johnson i Hashian poznali się w 2006, gdy Johnson brał udział w zdjęciach do filmu Plan gry. 16 grudnia 2015 urodziła się ich córka, Jasmine Johnson. 17 kwietnia 2017 narodziła się ich druga córka, Tiana Gia Johnson. Pobrali się 18 sierpnia 2019 roku na Hawajach.
Gdy w lipcu 2004 przybył do państwa Samoa, skąd pochodzi rodzina jego matki, uroczyście powitali go minister turystyki Joe Keil i komisarz policji. Głowa państwa Samoa, Malietoa Tanumafili II, który jest spokrewniony z Johnsonem, nadał mu tytuł szlachecki Seiuli, wyróżniając go między innymi za pomoc w stratach na Samoa wskutek cyklonu Heta. Rock odwiedził miejsca związane z historią swojej rodziny.
Jednym z jego hobby jest rybołówstwo. Najchętniej uprawia je na słonych wodach przy użyciu lekkiego sprzętu.

## Mistrzostwa i osiągnięcia

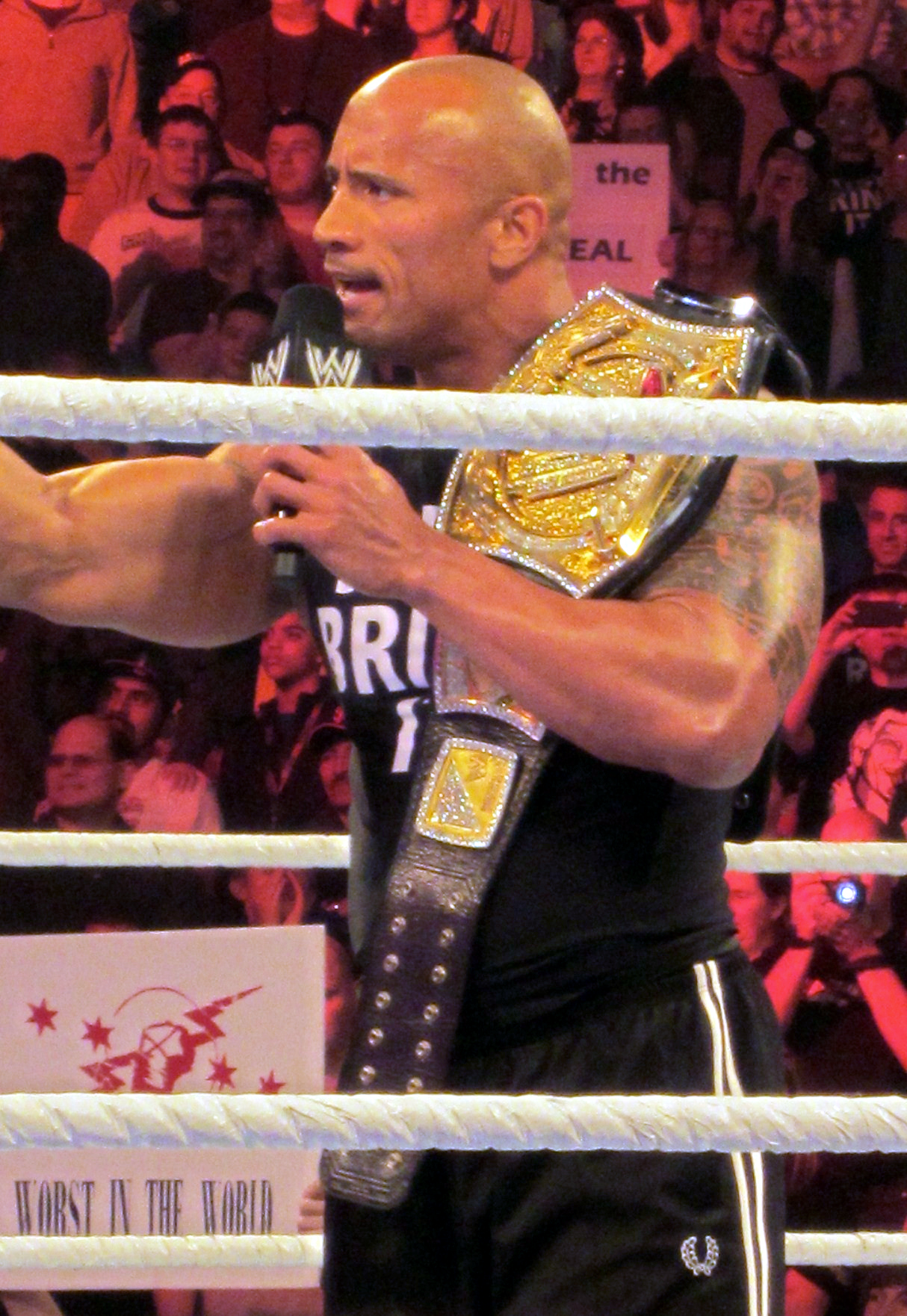
Johnson z pasem mistrzowskim WWE w 2013

- United States Wrestling Association
  - USWA Tag Team Championship (2 razy) – z Bartem Sawyerem
- World Wrestling Federation / Entertainment
  - (WCW) World Heavyweight Championship (2 razy)
  - WWE / WWF Heavyweight Championship (8 razy)
  - WWF Intercontinental Championship (2 razy)
  - WWF World Tag Team Championship (5 razy) – z Mankindem (3 razy), z The Undertaker (1 raz) i z Chrisem Jericho (1 raz)
  - Zwycięzca Deadly Game Tournament w 1998
  - Zwycięzca Royal Rumble w 2000
- Pro Wrestling Illustrated
  - Najpopularniejszy zawodnik roku, najlepszy face (1999, 2000)
  - Zawodnik roku (2000)
- „Wrestling Observer Newsletter”
  - Najbardziej charyzmatyczny (1999, 2000, 2001, 2002, 2011, 2012)
  - Najlepszy podczas wywiadów (1999, 2000)
  - Największy draw (2000, 2011, 2012)
  - Największy progres (1998)
  - Wrestling Observer Newsletter Hall of Fame (2007)[1]